# N772 (België)
De N772 is een Belgische gewestweg tussen de plaatsen Beringen en Koersel. De route heeft een lengte van ongeveer 3 kilometer die begint in Beringen met een kruising met de N72a en eindigt op de rotonde met de Pastoor Mevislaan.